# Chichimecactus
Chichimecactus (лат.) – монотипный род растений семейства Кактусовые, родом из Мексики (штаты Керетаро и Идальго). На 2022 год, включает один вид: Chichimecactus corregidorae. Вид растет в основном в биоме пустыни или сухих кустарников.

## Таксономия
Chichimecactus Bárcenas, H.M.Hern. & P.Hern.-Led., Phytotaxa 512: 155 (2021).

### Виды
По данным сайта Plants of the World Online на 2022 год, род включает один подтвержденный вид:
- Chichimecactus corregidorae (S.Arias & E.Sánchez) Bárcenas, H.M.Hern. & P.Hern.-Led.

#### Синонимы
Гомотипные (основанные на одном и том же номенклатурном типе):
Strombocactus corregidorae S.Arias & E.Sánchez, 2010